# Versions of Me
Albums de Anitta
Kisses
(2019)
Singles
1. Me Gusta
Sortie : 18 septembre 2020
2. Girl from Rio
Sortie : 29 avril 2021
3. Faking Love
Sortie : 14 octobre 2021
4. Envolver
Sortie : 14 octobre 2021
5. Boys Don't Cry
Sortie : 27 janvier 2022
6. Gata
Sortie : 5 août 2022
7. El Que Espera
Sortie : 11 août 2022
8. Lobby
Sortie : 18 août 2022

Versions of Me est le cinquième album studio et deuxième multilingue de la chanteuse brésilienne Anitta, sorti le 12 avril 2022, via Warner Records,. L'exécutif de Ryan Tedder a produit l'album. Les singles Me Gusta (avec Cardi B et Myke Towers), Girl from Rio, Faking Love (avec Saweetie), Envolver et Boys Don't Cry ont précédé l'album.

## Accueil commercial
Versions of Me a reçu des critiques généralement positives de la part des critiques de musique, qui ont loué sa production. L'album a battu des records sur Spotify Brésil, ouvrant avec plus de six millions de flux et devenant ainsi le plus grand début d'un artiste brésilien sur la plateforme. L'album détient également le record de la plus grande semaine de streaming pour un artiste brésilien sur Spotify, avec plus de 39 millions de streams. En mai 2022, l'album avait gagné 111,7 millions de flux de chansons à la demande aux États-Unis.

## Contexte
Après avoir sorti son album visuel trilingue Kisses (2019), Anitta a commencé à travailler sur son cinquième album studio, initialement intitulé Girl from Rio. Dans une interview de 2020 pour le magazine brésilien Veja, Anitta a confirmé à ce moment-là qu'elle avait 30 chansons prêtes pour l'album et qu'elle sélectionnait la tracklist avec son manager Brandon Silverstein. En avril 2021, Anitta a sorti le single Girl from Rio, qui a été annoncé comme la piste alors titre de l'album, mais Anitta et son équipe ont décidé de retarder la sortie de l'album cette année-là.
Anitta a annoncé le changement de titre, de date de sortie et de couverture de l'album le 1er avril 2022, disant également qu'elle expliquerait par la suite sa pensée derrière la couverture de l'album et qu'elle "aimait" que cela "cause la controverse", déclarant que c'était son intention. Elle a ensuite publié une déclaration sur ses comptes de médias sociaux qui disait en partie : "Même après des millions de chirurgies plastiques, de médecins et d'interventions... mon intérieur reste le même", qui fait référence aux "différences notables de chirurgie plastique" entre les différents visages. sur la couverture. Elle a également fait remarquer que le titre avait été changé en Versions of Me car cela "avait plus de sens".
En juillet 2022, Anitta a confirmé la sortie d'une édition de luxe de l'album avec des collaborations avec Maluma, El Que Espera, et Missy Elliot, Lobby. Les deux chansons auront des clips vidéo et elle a également confirmé un clip pour Gata,. Gata a ensuite été confirmé comme le premier single de l'édition de luxe de l'album sorti le 5 août 2022.

## Promotion
Pour promouvoir le single Girl from Rio, Anitta s'est produite dans plusieurs talk-shows américains en mai 2021, dont The Tonight Show Starring Jimmy Fallon, Today et Jimmy Kimmel Live !. Le 12 septembre 2021, elle a interprété la chanson lors de la pause des MTV Video Music Awards 2021, dans le cadre d'une campagne de Burger King. Elle a de nouveau joué dans The Tonight Show le 31 janvier 2022, en chantant Boys Don't Cry.
Faking Love a été interprété dans le talk-show américain The Late Late Show avec James Corden, où elle a chanté la chanson avec le rappeur Saweetie en novembre 2021. Le single a été joué dans divers autres événements tout au long de cette année, notamment Miley's New Year's Eve Party, KIIS-FM Jingle Ball 2021, entre autres,.
Le 26 mars 2022, Anitta a chanté Boys Don't Cry avec Miley Cyrus lors de l'émission du chanteur lors de l'édition 2022 de Lollapalooza Brazil.

## Singles
Me Gusta avec Cardi B et Myke Towers, est sorti le 18 septembre 2020, en tant que premier single officiel de l'album. Aux États-Unis, la chanson a fait ses débuts au numéro 91 du Billboard Hot 100 du 3 octobre 2020, devenant la première entrée d'Anitta sur le palmarès.
Girl from Rio est sorti en tant que deuxième single le 29 avril 2021. Il est sorti en tant que chanson titre originale avant que le concept de l'album ne change. Un remix est sorti avec DaBaby est sorti le 11 juin 2021. Anitta a ensuite sorti son prochain morceau anglais, Faking Love avec Saweetie, comme troisième single le 14 octobre 2021.
Envolver est sorti en tant que quatrième single le 11 novembre 2021. Le single a réussi à devenir l'un des singles les plus réussis d'Anitta à ce jour et était sa deuxième entrée au Billboard Hot 100 atteignant le numéro 70 à la suite d'une tendance virale TikTok en mars 2022. Un remix mettant en vedette Justin Quiles est sorti le 17 février 2022. Boys Don't Cry est ensuite sorti en tant que cinquième single le 27 janvier 2022.
Le 23 juin 2022, le clip de Dançarina (Remix) est sorti en tant que single promotionnel (plus tard ajouté à la version de luxe de l'album), avec Pedro Sampaio, Dadju, Nicky Jam et Pedrinho.
Le 4 août 2022, Anitta a annoncé Gata comme le septième single avec son clip vidéo sorti le lendemain.
El Que Espera avec Maluma est sorti le 11 août 2022 et Lobby avec Missy Elliot est sorti la semaine suivante. Les deux sont inclus dans l'édition de luxe de Versions of Me, sortie le 25 août avec cinq chansons supplémentaires et une couverture différente.

## Composition
Versions of Me est un album de reggaetón et de power pop avec des éléments d'électropop, d'EDM, de R&B alternatif, de funk carioca, d'électro et de trap-pop,.

## Réception critique
Versions of Me a reçu des critiques généralement positives de la part des critiques. Passant en revue positivement pour NME, Nick Levine a qualifié l'album "d'une affaire extrêmement ambitieuse d'une star qui sait exactement ce qu'elle veut", lui attribuant quatre étoiles sur cinq. Dans une autre critique positive pour Forbes, Chis Méndez a affirmé qu'Anitta "montre qu'elle est plus qu'un joli visage, dont elle est fière après des" centaines "d'interventions cosmétiques. Elle saute facilement entre l'anglais, l'espagnol et le portugais alors qu'elle chante sur l'amour, la luxure, la perte et tout le reste".
Pour Rolling Stone, Julissa Lopez a déclaré que la recherche d'Anitta pour un marché international "a fonctionné, et cela a fait d'Anitta l'une des plus grandes stars du monde de la pop latine. Pour son prochain acte, elle est prête à affronter le reste de la planète, et elle compte le faire en partageant le portrait le plus intransigeant d'elle-même sur Versions of Me". Passant en revue l'album pour Rolling Stone, Charles Aaron a trouvé qu'il s'agissait "d'une expérience de piste de danse mondiale inlassablement envoûtante", ajoutant "certains peuvent avoir des doutes [sur le succès d'Anitta], mais Anitta a le talent - et les données - dont elle a besoin", note c'est quatre étoiles sur cinq.
Billboard a affirmé que le disque "prouve la polyvalence et les capacités caméléoniques d'Anitta à se mêler de plusieurs genres". Ana Claro Ribeiro pour The Life of Best Fit, a déclaré "alors qu'[Anitta] rêve de devenir l'affiche du funk brésilien et d'ouvrir la voie à davantage d'artistes brésiliens pour avoir une plate-forme mondiale, Anitta sait très bien que la voie du succès nécessite quelques concessions et des ajustements, et elle est très disposée à les faire », notant l'album 7 sur 10.
En juin 2022, Rolling Stone, a classé Versions of Me comme l'un des 58 meilleurs albums de 2022. Le même mois, Billboard a classé Versions of Me comme l'un des 22 meilleurs albums latins de 2022.

## Pistes

### Liste des titres
| 1.    | Envolver                                                            | - Larissa Machado - Cristian Andrés Salazar - Julio Manuel Gonzalez - Freddy Montalvo Jr. - José Carlos Cruz                                                  | Súbelo NEO                                | 3:13 |
| 2.    | Gata (feat. Chencho Corleone)                                       | - Machado - Abby-Lynn Keen - Everton Bonner - Lloyd "Gitsy" Willis - Edwin Vasquez Vega - Orlando Valle - Lowell "Sly" Dunbar - John Taylor                   | Ryan Tedder                               | 3:26 |
| 3.    | I'd Rather Have Sex                                                 | - Benjamin Free - Tia Scola - Sherwyn Nichols - Julian Bunetta - Marco Borrero                                                                                | - MAG - Bunetta                           | 2:53 |
| 4.    | Gimme Your Number (feat. Ty Dolla Sign)                             | - A. Keen - Daecolm Holland - Alexander Izquierdo - Patrizio Pigliapoco - Ritchie Valens - Tyrone Griffin Jr.                                                 | - Van Riper - Beazy Tymes - Ruckus        | 2:37 |
| 5.    | Maria Elegante (feat. Afro B)                                       | - Machado - A. Keen - Joseph Charles - DaShawn “Happie” White - Donny Flores - Juan Esteban Castañeda - Osmar Escobar - Ross-Emmanuel Bayeto - Santiago Lopez | The Best Soundz                           | 3:06 |
| 6.    | Love You                                                            | - Machado - Rachel Keen - John Hill - Mike Sabath | Sabath                                    | 3:02 |
| 7.    | Boys Don't Cry                                                      | - Machado - Badrilla Bourelly - Sean Douglas - Rami Yacoub - Matthew Burns                                                                                    | - Burns - Yacoub                          | 2:16 |
| 8.    | Versions of Me                                                      | - Machado - Bourelly - Madison Love - Yacoub - Burns | Burns                                     | 3:04 |
| 9.    | Turn It Up                                                          | - Machado - Alyssa Cantu - Ryan Tedder - Andreas Torres - Mauricio Rengifo                                                                                    | - Tedder - Torres - Rengifo - Mighty Mike | 2:39 |
| 10.   | Ur Baby (feat. Khalid)                                              | - Machado - Lonnie Liston Smith - Eyelar Mirzazadeh - Gregory Hein - James Murray - Mustafa Omer - Khalid Robinson                                            | Mojam                                     | 2:43 |
| 11.   | Girl from Rio                                                       | - Machado - Carolina Juarbe - Vinicius de Moraes - Norman Gimbel - Antônio Carlos Jobim - R. Keen - Mikkel Eriksen - Tor Hermansen                            | Stargate                                  | 3:14 |
| 12.   | Faking Love (feat. Saweetie)                                        | - Machado - A. Keen - Kaine - Tedder - Torres - Rengifo - Diamonte Harper                                                                                     | - Tedder - Torres - Rengifo - Kuk Harrell | 2:28 |
| 13.   | Que Rabão (avec YG, Papatinho, et MC Kevin o Chris feat. Mr. Catra) | - Machado - Mc Copinho - Kevin o Chris - Mr. Catra - Papatinho - Keenom Jackson                                                                               | Papatinho                                 | 2:56 |
| 14.   | Me Gusta (feat. Cardi B et Myke Towers)                             | - Machado - Tedder - Torres - Rengifo - Benito Garcia - Rafa Dias - Wallace Chibatinha - Carolina Colón - Belcalis Almanzar - Michael Torres                  | - Tedder - Torres - Rengifo - RDD         | 3:00 |
| 15.   | Love Me, Love Me                                                    | - Machado - Carolina Juarbe - Ryan Vojtesak | - Charlie Handsome - Tedder               | 3:11 |
| 43:48 |                                                                     | |                                           |      |

| 1. | Lobby (feat. Missy Elliott)                                                  | 2:37 |
| 2. | El Que Espera (feat. Maluma)                                                 | 2:50 |
| 3. | Yo No Se (feat. L7nnon et Maffio)                                            | 3:01 |
| 4. | Practice (feat. ASAP Ferg et Harv)                                           | 3:23 |
| 5. | Dançarina (Remix) (avec Pedro Sampaio feat. Dadju, Nicky Jam et MC Pedrinho) | 3:32 |

### Samples
- Gata extrait Guatauba interprété par Plan B[33].
- Gimme Your Number extrait La Bamba interprété par Ritchie Valens[34].
- Girl from Rio interpole Garota de Ipanema interprété par Vinícius de Moraes et Tom Jobim[35].